# Lijst van Eerste Kamerleden 1955-1956
Lijst van Eerste Kamerleden 1955-1956 geeft een overzicht van de leden van de Nederlandse Eerste Kamer in de periode tussen de verkiezingen van 1955 en de verkiezingen van juni 1956. De zittingsperiode van de Eerste Kamer ging in op 20 september 1955 en eindigde op 2 juli 1956. 
De Eerste Kamer telde 50 leden, gekozen door de leden van Provinciale Staten in de elf provincies. Eerste Kamerleden werden gekozen voor een termijn van zes jaar; om de drie jaar werd de helft van de Eerste Kamer vernieuwd.
| Naam                          | politieke partij                        | KG  | begindatum        | einddatum         | refs   |
| ----------------------------- | --------------------------------------- | --- | ----------------- | ----------------- | ------ |
| Hendrik Algra                 | Anti-Revolutionaire Partij              | III | 20 september 1955 | 2 juli 1956       | [ 1 ]  |
| Anne Anema                    | Anti-Revolutionaire Partij              | IV  | 15-07-1952 [ e ]  | 2 juli 1956       | [ 2 ]  |
| Leo Beaufort                  | Katholieke Volkspartij                  | II  | 15-07-1952 [ e ]  | 2 juli 1956       | [ 3 ]  |
| Jaap Brandenburg              | Communistische Partij Nederland         | III | 20 september 1955 | 2 juli 1956       | [ 4 ]  |
| Jan Broeksz                   | Partij van de Arbeid                    | III | 16 januari 1956   | 2 juli 1956       | [ 5 ]  |
| George Cammelbeeck            | Partij van de Arbeid                    | I   | 20 september 1955 | 2 juli 1956       | [ 6 ]  |
| Jo Derksen                    | Katholieke Volkspartij                  | III | 20 september 1955 | 2 juli 1956       | [ 7 ]  |
| Isaäc Diepenhorst             | Anti-Revolutionaire Partij              | I   | 20 september 1955 | 2 juli 1956       | [ 8 ]  |
| Hugo de Dreu                  | Partij van de Arbeid                    | IV  | 15-07-1952 [ e ]  | 2 juli 1956       | [ 9 ]  |
| Carel Gerretson               | Christelijk-Historische Unie            | IV  | 15-07-1952 [ e ]  | 2 juli 1956       | [ 10 ] |
| Cor Geugjes                   | Communistische Partij Nederland         | IV  | 15-07-1952 [ e ]  | 2 juli 1956       | [ 11 ] |
| Leonard de Gou                | Katholieke Volkspartij                  | I   | 20 september 1955 | 2 juli 1956       | [ 12 ] |
| Herman Hellema                | Anti-Revolutionaire Partij              | III | 20 september 1955 | 2 juli 1956       | [ 13 ] |
| Jan Hoogland                  | Partij van de Arbeid                    | IV  | 15-07-1952 [ e ]  | 2 juli 1956       | [ 14 ] |
| Jan Jonkman                   | Partij van de Arbeid                    | II  | 15-07-1952 [ e ]  | 2 juli 1956       | [ 15 ] |
| Paul Kapteyn                  | Partij van de Arbeid                    | IV  | 15-07-1952 [ e ]  | 2 juli 1956       | [ 16 ] |
| Gualthérus Kolff              | Christelijk-Historische Unie            | II  | 15-07-1952 [ e ]  | 2 juli 1956       | [ 17 ] |
| Evert Kraaijvanger            | Katholieke Volkspartij                  | IV  | 15-07-1952 [ e ]  | 2 juli 1956       | [ 18 ] |
| Jacob Kramer                  | Partij van de Arbeid                    | I   | 20 september 1955 | 2 juli 1956       | [ 19 ] |
| Cor Kropman                   | Katholieke Volkspartij                  | III | 20 september 1955 | 2 juli 1956       | [ 20 ] |
| Harry van Lieshout            | Katholieke Volkspartij                  | I   | 20 september 1955 | 2 juli 1956       | [ 21 ] |
| Dirk de Loor                  | Partij van de Arbeid                    | III | 20 september 1955 | 2 juli 1956       | [ 22 ] |
| Herman Louwes                 | Volkspartij voor Vrijheid en Democratie | II  | 15-07-1952 [ e ]  | 2 juli 1956       | [ 23 ] |
| Jan Maenen                    | Katholieke Volkspartij                  | I   | 18 oktober 1955   | 2 juli 1956       | [ 24 ] |
| Gérard Mertens                | Katholieke Volkspartij                  | I   | 20 september 1955 | 2 juli 1956       | [ 25 ] |
| Toon Middelhuis               | Katholieke Volkspartij                  | I   | 20 september 1955 | 2 juli 1956       | [ 26 ] |
| Anthonie Molenaar             | Volkspartij voor Vrijheid en Democratie | IV  | 15-07-1952 [ e ]  | 2 juli 1956       | [ 27 ] |
| Herman Nijkamp                | Katholieke Volkspartij                  | II  | 15-07-1952 [ e ]  | 2 juli 1956       | [ 28 ] |
| Henk Oosterhuis               | Partij van de Arbeid                    | II  | 15-07-1952 [ e ]  | 2 juli 1956       | [ 29 ] |
| Rommert Pollema               | Christelijk-Historische Unie            | III | 20 september 1955 | 2 juli 1956       | [ 30 ] |
| Louis Regout                  | Katholieke Volkspartij                  | I   | 20 september 1955 | 2 juli 1956       | [ 31 ] |
| Johannes Reijers              | Christelijk-Historische Unie            | I   | 20 september 1955 | 2 juli 1956       | [ 32 ] |
| Willem Rip                    | Anti-Revolutionaire Partij              | II  | 15-07-1952 [ e ]  | 2 juli 1956       | [ 33 ] |
| Alphons Roebroek              | Katholieke Volkspartij                  | IV  | 15-07-1952 [ e ]  | 2 juli 1956       | [ 34 ] |
| Gustave Ruijs de Beerenbrouck | Katholieke Volkspartij                  | I   | 20 september 1955 | 22 september 1955 | [ 35 ] |
| Maan Sassen                   | Katholieke Volkspartij                  | II  | 15-07-1952 [ e ]  | 2 juli 1956       | [ 36 ] |
| Wim Schermerhorn              | Partij van de Arbeid                    | III | 20 september 1955 | 2 juli 1956       | [ 37 ] |
| Jan Schipper                  | Anti-Revolutionaire Partij              | IV  | 15-07-1952 [ e ]  | 2 juli 1956       | [ 38 ] |
| Frans Teulings                | Katholieke Volkspartij                  | I   | 20 september 1955 | 2 juli 1956       | [ 39 ] |
| Jan van Tilburg               | Partij van de Arbeid                    | III | 20 september 1955 | 28 december 1955  | [ 40 ] |
| Jetze Tjalma                  | Anti-Revolutionaire Partij              | II  | 15-07-1952 [ e ]  | 2 juli 1956       | [ 41 ] |
| Martina Tjeenk Willink        | Partij van de Arbeid                    | III | 20 september 1955 | 2 juli 1956       | [ 42 ] |
| Joris in 't Veld              | Partij van de Arbeid                    | IV  | 15-07-1952 [ e ]  | 2 juli 1956       | [ 43 ] |
| Huub van Velthoven            | Katholieke Volkspartij                  | I   | 20 september 1955 | 2 juli 1956       | [ 44 ] |
| Harrie Verheij                | Katholieke Volkspartij                  | I   | 20 september 1955 | 2 juli 1956       | [ 45 ] |
| Hilda Verwey-Jonker           | Partij van de Arbeid                    | II  | 15-07-1952 [ e ]  | 2 juli 1956       | [ 46 ] |
| Gerrit Vixseboxse             | Christelijk-Historische Unie            | II  | 15-07-1952 [ e ]  | 2 juli 1956       | [ 47 ] |
| Reint de Vos van Steenwijk    | Volkspartij voor Vrijheid en Democratie | II  | 15-07-1952 [ e ]  | 2 juli 1956       | [ 48 ] |
| Willem Wendelaar              | Volkspartij voor Vrijheid en Democratie | III | 20 september 1955 | 2 juli 1956       | [ 49 ] |
| Floor Wibaut                  | Partij van de Arbeid                    | II  | 15-07-1952 [ e ]  | 2 juli 1956       | [ 50 ] |
| Petrus Witteman               | Katholieke Volkspartij                  | III | 20 september 1955 | 2 juli 1956       | [ 51 ] |
| Johannes de Zwaan             | Christelijk-Historische Unie            | IV  | 15-07-1952 [ e ]  | 2 juli 1956       | [ 52 ] |